# 卢文弨
卢文弨（1717年—1796年），字召弓，一字檠斋，号矶渔，晚号弓父，“抱经”是其堂号，世称抱经先生，浙江杭州人（先世居于绍兴府余姚县，今属宁波市管辖，后徙于仁和，今杭州）。清朝中期著名学者、校勘学家、考据学家、目录学家、教育家。

## 生平
父亲卢存心，恩贡生，乾隆元年，荐举博学宏词，不遇。工诗，著有《白云诗集》七卷，别集一卷，《四库总目》传于世。母亲冯景女。
乾隆戊午，参加顺天乡试。
乾隆十七年（1752年），进士及第，高中探花，授翰林院编修。
入直南书房，历仕侍读学士，湖南学政，后因母亲年老病多，辞官回乡，致力于学问。曾主讲于浙江江苏的大小书院长达二十余年。
乾隆乙卯，逝世于常州龙城书院，享壽79岁。
卢文弨与戴震、段玉裁友善，潜心汉字，以校勘古籍称名于世。

## 抱经堂
清朝乾隆年间，有两个“抱经”，其中西抱经为卢文弨之“抱经堂”，主要是校刊翻刻古籍，兼藏书；东抱经是卢文弨的族人鄞县（今宁波）藏书家卢址的“抱经楼”，是东南闻名的藏书楼。

## 著作
- 《抱经堂丛书》十五种
- 《群书拾补》
- 《抱经堂集》三十四卷
- 《仪礼注疏详校》十七卷
- 《钟山剳记》四卷
- 《龙城剳记》三卷
- 《读史札记》一卷
- 《广雅释天以下注》二卷
- 《常郡八邑艺文志》十二卷
- 《文献通考·经籍校补》一卷

## 人物评价
叶昌炽：月蚀卢仝认旧题，抱经分峙浙东西。金峨玉几青崖宅，学士姚江近会稽。
王欣夫：嘉庆、道光两朝私人刻书，当以鲍廷博、盧文弨、黄丕烈、顾广圻四人为中心人物。他们总结了历代刻书的经验，又学问渊博，考订精严，耗一生精力从事铅椠，不但掀起了刻书的高潮，校刻之精善也超越前人。
王欣夫：他在校雠方面付出了辛勤的劳动，取得了卓越的成就，数清代校雠专家，当推他是第一流。
杜泽逊：抱经堂藏书因盧文弨丹黄雠勘，久为世重，所谓名家批校，卢校即其一家。

## 延伸阅读
[在维基数据编辑]
 《清史稿/卷481》，出自趙爾巽《清史稿》